# Opuzen
Opuzen (en italiano: Forte Opus) es una pequeña ciudad en el condado de Dubrovnik-Neretva en Croacia. La ciudad está ubicada a 12 kilómetros (7,5 millas) río arriba de la desembocadura del río Neretva, en el sur de Dalmacia. Este asentamiento es conocido como un importante centro de producción de mandarina en Croacia.

## Historia
El centro de la parte antigua de Opuzen es un foro romano clásico. En la Edad Media, era conocida como Posrednica. La República de Ragusa en el siglo XIV tenía importantes mercados comerciales (principalmente comercio de sal) en Opuzen. Los mercados se incendiaron en 1472. 
Opuzen obtuvo su nombre, de Forte Opus. La fortaleza fue construida por la República de Venecia en 1684. Las ruinas de la fortaleza que quedan se llaman Recycle y son parte de la antigua muralla de la ciudad. La primera escuela primaria se abrió en 1798 durante la dominación austriaca y fue la única escuela en la región de Neretva hasta 1845.
El soldado de guerra partisano, Stjepan Filipović, nació en Opuzen en 1916. La escuela local lleva su nombre entre 1942 y 1992.
En la ciudad se encuentra la Iglesia Parroquial de San Esteban de Opuzen y está en la plaza principal.

## Cultura y deporte
Importantes eventos culturales y deportivos relacionados con Opuzen y el campo local son «Las melodías del sur croata» y el maratón de barcos de Opuzen. El maratón se lleva a cabo en el río Neretva y cada año participan alrededor de 35 barcos.
Opuzen tiene varios clubes deportivos:
- NK Nerevanac - fundado en 1932
- RK Opuzen - establecido en 1977
- ZRK Neretvanka Opuzen - fundada en 1989

## Demografía
La población total de Opuzen es de 3254 (censo de 2011), en los siguientes asentamientos: 
- Buk Vlaka, población 492
- Opuzen, población 2.729
- Pržinovac, población 33